# Elecciones al Gobernador del Krai de Kamchatka de 2015
Las elecciones al Gobernador del Krai de Kamchatka de 2015 fueron las primeras elecciones para elegir democráticamente al Gobernador del Krai de Kamchatka desde la fundación oficial del territorio que unió el Óblast de Kamchatka con el Distrito Autónomo de Koriakia el 2 de julio de 2007.
Además, los comicios tuvieron lugar en la jornada única de votación el 13 de septiembre de 2015, una jornada electoral en Rusia donde coincidieron numerosas elecciones regionales tanto a los Parlamentos de los sujetos federales rusos como a los gobernadores de los mismos.

## Antecedentes
El 2 de julio de 2007 se creó la nueva entidad territorial rusa del Krai de Kamchatka, unificando las entidades anteriores del Óblast de Kamchatka y el Distrito Autónomo de Koriakia donde en ambos hubo referéndums consultando sobre el tema en 2005 obteniendo un 84 % y un 89 % respectivamente de apoyo.
Tras la creación del nuevo territorio (en ruso: Krai), el político de Rusia Unida, Alexei Kuzmitsky, que previamente había sido vicegobernador del Óblast de Kamchatka y gobernador interino del mismo desde el 23 de mayo de 2007, fecha de la renuncia de su predecesor, Mijaíl Mashkovtsev, fue aprobado como gobernador del nuevo Krai por parte del Consejo de Diputados del Pueblo de la Región de Kamchatka y la Duma del Ókrug Autónomo de Koriakia, ambas organizaciones dieron su visto bueno antes de disolverse.
Kuzmitsky ejerció como gobernador sin interrupciones hasta que el 25 de febrero de 2011 fue destituido por el entonces Presidente de Rusia, Dmitri Medvédev, según éste por «petición la propia voluntad de Kuzmitsky». Medvédev nombró al político de Rusia Unida, Vladímir Ilyujin como nuevo gobernador ad interim, tomando posesión del cargo el 3 de marzo de 2011.
El 13 de mayo de 2015 presentó su renuncia al cargo de gobernador interino de Kamchatka; pero la renuncia le fue denegada, debiendo mantenerse en el cargo hasta las elecciones a gobernador, que fueron fijadas en la jornada única de votación el 13 de septiembre de 2015. Ilyujin aceptó.

## Campaña electoral

### Calendario electoral
- 8 de junio, la Asamblea Legislativa del Krai de Kamchatka programó elecciones para el 13 de septiembre de 2015.
  - 11 de junio se publicó en los medios de comunicación el decreto sobre el nombramiento de elecciones
- 10 de junio se publicó el cálculo del número de firmas requeridas para el registro de un candidato
- De 12 de junio a 2 de julio: período de candidaturas
  - La campaña electoral comienza el día de la nominación de un candidato y termina un día antes del día de la votación
- De 19 a 29 de julio – presentación de documentos para la inscripción de candidatos (se deben adjuntar a las solicitudes hojas con las firmas de los diputados municipales)
- De 15 de agosto a 11 de septiembre, el período de agitación en los medios de comunicación
- 12 de septiembre – Jornada de reflexión.
- 13 de septiembre – Jornada electoral.

### Candidaturas
Para presentarse como candidato a gobernador cualquier persona debía ser mayor de 30 años y se propuesta por un partido político que concurriese legalmente a las elecciones a la Asamblea del Krai de Kamchatka. No se permitió la autonominación.
Además, según una ley que había entrado en vigor el 1 de junio de 2012 en toda la Federación de Rusia, los candidatos a JEfeds de los Sujetos Federales rusos, debían pasar un «filtro municipal» antes de las elecciones a Gobernador (o Jefe de República) que suponía deber reunir entre un 5 y un 10 % de las firmas del número total de concejales y alcaldes así como de 5 a 10 diputados del Parlamento regional. Los concejales solo podían firmar por un candidato, mientras que los alcaldes y diputados regionales podían apoyar a varios.
En el caso de Kamchatka, los candidatos debían recoger las firmas del 10 % de concejales y alcaldes, así como firmas de apoyo en tres cuartas partes de los distritos urbanos de la región. Según informó la comisión electoral, cada candidato debía recoger entre 59 y 61 firmas de concejales y alcaldes, de los cuales al menos 11 debían ser de distintos distritos urbanos.

#### Candidatos al Consejo de la Federación
Desde diciembre de 2012 entró en vigor un nuevo procedimiento para la formación del Consejo de la Federación. Así, cada candidato al cargo de Gobernador debía presentar una lista de tres personas al momento de inscribirse, la primera de las cuales, si el candidato era elegido, pasaría a ser senador en el Consejo de la Federación por el gobierno regional.

## Candidatos
| Candidato | Candidato | Candidato          | Partido | Cargo (al momento de la nominación)                      | Candidatos al Consejo                                    | Candidatura |
| --------- | --------- | ------------------ | ------- | -------------------------------------------------------- | -------------------------------------------------------- | ----------- |
|           |           | Vladímir Ilyujin   |         | Gobernador interino del Krai de Kamchatka                | · Boris Nevzorov · Valeri Rayenko · Elena Sorokina       | Registrada  |
|           |           | Valeri Kaláshnikov |         | Concejal del distrito urbano de Petropávlovsk-Kamchatski | · Vladímir Kornéyev · Andréi Sizintsev · María Parastiuk | Registrada  |
|           |           | Alexéi Nikoláyev   |         | Empresario individual.                                   |                                                          | Denegada    |
|           |           | Aleksandr Ostrikov |         | Director de KamchatProfil LLC                            | · Olga Govorova · Alexéi Medvédev · Vladímir Yanovich    | Registrada  |
|           |           | Mijaíl Puchkovski  |         | Diputado regional del Krai de Kamchatka.                 |                                                          | Denegada    |
|           |           | Mijaíl Smagin      |         | Gobernador interino del Krai de Kamchatka                | · Valeri Atiashkin · Liubov Lazutkina · Dimitri Fedorov  | Registrada  |

## Resultados
|  | 75.48 % |

|  | 9.96 % |

|  | 8.14 % |

|  | 3.49 % |

|  | 97.07 % |

|  | 2.93 % |

|  | 31.86 % |

|  | 68.14 % |